# Ankang
Ankang is een stadsprefectuur in het zuiden van de noordelijke provincie Shaanxi, Volksrepubliek China.